# Philip W. Anderson (monteur)
Pour les articles homonymes, voir Anderson et Philip W. Anderson.
Philip William Anderson, crédité sous le nom de Philip W. Anderson, né le 23 juin 1915 à New York (États-Unis) et mort le 27 mars 1980 à Granada Hills (Los Angeles), est un monteur américain qui a plus de cinquante films à son crédit.

## Filmographie

### Monteur
- 1939 : Dark Magic
- 1939 : Let's Talk Turkey
- 1939 : Marine Circus
- 1939 : Radio Hams
- 1939 : Romance of the Potato
- 1939 : Ski Birds
- 1939 : Take a Cue
- 1940 : Maintain the Right
- 1940 : Quicker'n a Wink (en) de George Sidney
- 1940 : Social Sea Lions
- 1940 : Spots Before Your Eyes
- 1940 : Stuffie
- 1940 : The Domineering Male
- 1940 : What's Your IQ?
- 1940 : 'What's Your 'I.Q.'?': Number Two
- 1941 : Aeronutics
- 1941 : Army Champions (en) de Paul C. Vogel
- 1941 : Cuban Rhythm
- 1941 : Fancy Answers
- 1941 : Flicker Memories
- 1941 : Football Thrills of 1940
- 1941 : How to Hold Your Husband - BACK
- 1941 : Memory Tricks
- 1941 : Murder in 3-D
- 1941 : Penny to the Rescue
- 1941 : Quiz Biz
- 1941 : Water Bugs
- 1942 : Acro-Batty
- 1942 : Aqua Antics
- 1942 : Barbee-Cues
- 1942 : Calling All Pa's
- 1942 : It's a Dog's Life
- 1942 : Marines in the Making (en)
- 1942 : Pete Smith's Scrapbook
- 1942 : Victory Quiz
- 1942 : Victory Vittles
- 1942 : What About Daddy?
- 1943 : Dog House
- 1943 : Fala: The President's Dog
- 1943 : First Aid
- 1943 : Hollywood Daredevils
- 1943 : Scrap Happy
- 1943 : Seeing Hands (en)
- 1943 : Seventh Column
- 1943 : Sky Science
- 1943 : Tips on Trips
- 1943 : Water Wisdom
- 1943 : Wild Horses
- 1944 : Easy Life
- 1944 : Grandpa Called It Art
- 1944 : Groovie Movie
- 1944 : Home Maid
- 1944 : Movie Pests
- 1944 : Practical Joker
- 1945 : Football Thrills of 1944
- 1946 : Fala at Hyde Park
- 1955 : The Stu Erwin Show (en)
- 1956 : Géant de George Stevens (monteur associé)
- 1957 : Sayonara de Joshua Logan
- 1958 : Retour avant la nuit de Mervyn LeRoy
- 1959 : La police fédérale enquête de Mervyn LeRoy
- 1959 : Le Courrier de l'or de Budd Boetticher
- 1960 : Cet homme est un requin de Joseph Pevney
- 1960 : L'Inconnu de Las Vegas de Lewis Milestone
- 1960 : La Tête à l'envers de Joshua Logan
- 1961 : Le Gentleman en kimono (A Majority of One)   de Mervyn LeRoy
- 1961 : La Fiancée de papa de David Swift
- 1962 : Gypsy, Vénus de Broadway   de Mervyn LeRoy
- 1963 : The Great Adventure (en)
- 1964 : One Man's Way (en) de Denis Sanders
- 1965 : L'Aventurier du Kenya (Mister Moses) de Ronald Neame
- 1966 : Choc  de Mervyn LeRoy
- 1966 : Le Ranch maudit (Night of the Grizzly) de Joseph Pevney
- 1967 : Les Détraqués d'Elliot Silverstein
- 1968 : Bague au doigt, corde au cou (How to Save a Marriage and Ruin Your Life) de Fielder Cook
- 1968 : Fureur à la plagede Harvey Hart
- 1970 : Un homme nommé cheval d'Elliot Silverstein
- 1971 : Goodbye, Raggedy Ann (en) de Fielder Cook
- 1971 : Mrs. Pollifax-Spy (en) de Leslie H. Martinson

### Acteur
- 1927 : Man, Woman and Sin : Al Whitcomb, as a Child (en tant que Philip Anderson)
- 1929 : Le Réprouvé : Young Wing Foot (non crédité)

### Réalisateur
- 1942 : Self Defense
- 1945 : Badminton
- 1946 : Gettin' Glamour

### Scénariste
- 1946 : Treasures from Trash

## Récompenses et distinctions
- 1962 : American Cinema Editors, Eddie du Meilleur montage d'un long métrage pour La Fiancée de papa (1961)
- (en) Philip W. Anderson: Awards, sur l'Internet Movie Database